# Nordepirus befrielsefront
Nordepirus Befrielsefront (Grekiska: Μετώπου Απελευθερώσεως Βορείου Ηπείρου, ΜΑΒΗ) bildades i mars 1942 som en etniskt grekisk gerilla, med syftet att bekämpa de ockuperande italienska trupperna i norra Epirus (södra Albanien), och åstadkomma enosis med Grekland. Vid denna tid hade Nazityskland efter att ha besatt Grekland avstått hela Epirus till det italienskstyrda Albanien.
ΜΑΒΗ samarbetade delvis med "Balli Kombëtar" (albanska nationella fronten) och de kommunistiska partisanförband som bestod av såväl greker som albaner. ΜΑΒΗ upphörde fungera omkring april 1944. Separatistiska strömningar fortsatte att verka i de delar av Epirus, vilka kom att tillhöra Albanien efter andra världskriget. Den hårdnande repressionen från det kommunistiska albanska styret medförde dock att någon fortsatt gerillaverksamhet inte var möjlig.